# Městské opevnění (Český Dub)
Městské opevnění, které obklopuje historické jádro Českého Dubu v okrese Liberec ve stejnojmenném kraji, je zapsané jako kulturní památka v Ústředním seznamu nemovitých kulturních památek České republiky. Městské opevnění je součástí městské památkové zóny Český Dub, vyhlášené 10. září 1992.

## Historie
Podle Národního památkového ústavu byly městské hradby v Českém Dubu pravděpodobně vybudovány již ve 13. století jako součást opevnění tamější johanitské komendy (pozn.: trhová osada na předpolí komendy byla tehdy známá jako Světlá, jméno Dub či Eyche je poprvé uvedeno v listinách, které vydal Karel IV. při návštěvě dubské komendy v roce 1357) . Stejný zdroj však zároveň uvádí, že první písemná zmínka o městském opevnění v Českém Dubu je až z roku 1512.
Dle dat, publikovaných na oficiálních stránkách města, hradby v podobě, která se v podobě torza částečně dochovala až do 21. století, vznikly v poslední dekádě 15. století, kdy byl držitelem českodubského panství Jan ze Šelemberka. Mezi roky 1490 až 1500 Jan ze Šelemberka rozšířil zdejší hrad, znovu vystavěl kostel sv. Ducha a zároveň nechal vybudovat městské opevnění, jehož součástí byly dvě městské brány. Městské hradby obklopoval vodní příkop a napříč městem byla vybudována umělá vodní strouha s haltýři. Městské brány, Hoření a Dolení, stály na severní a jižní straně města a byly opatřeny padacími mosty a věžemi.

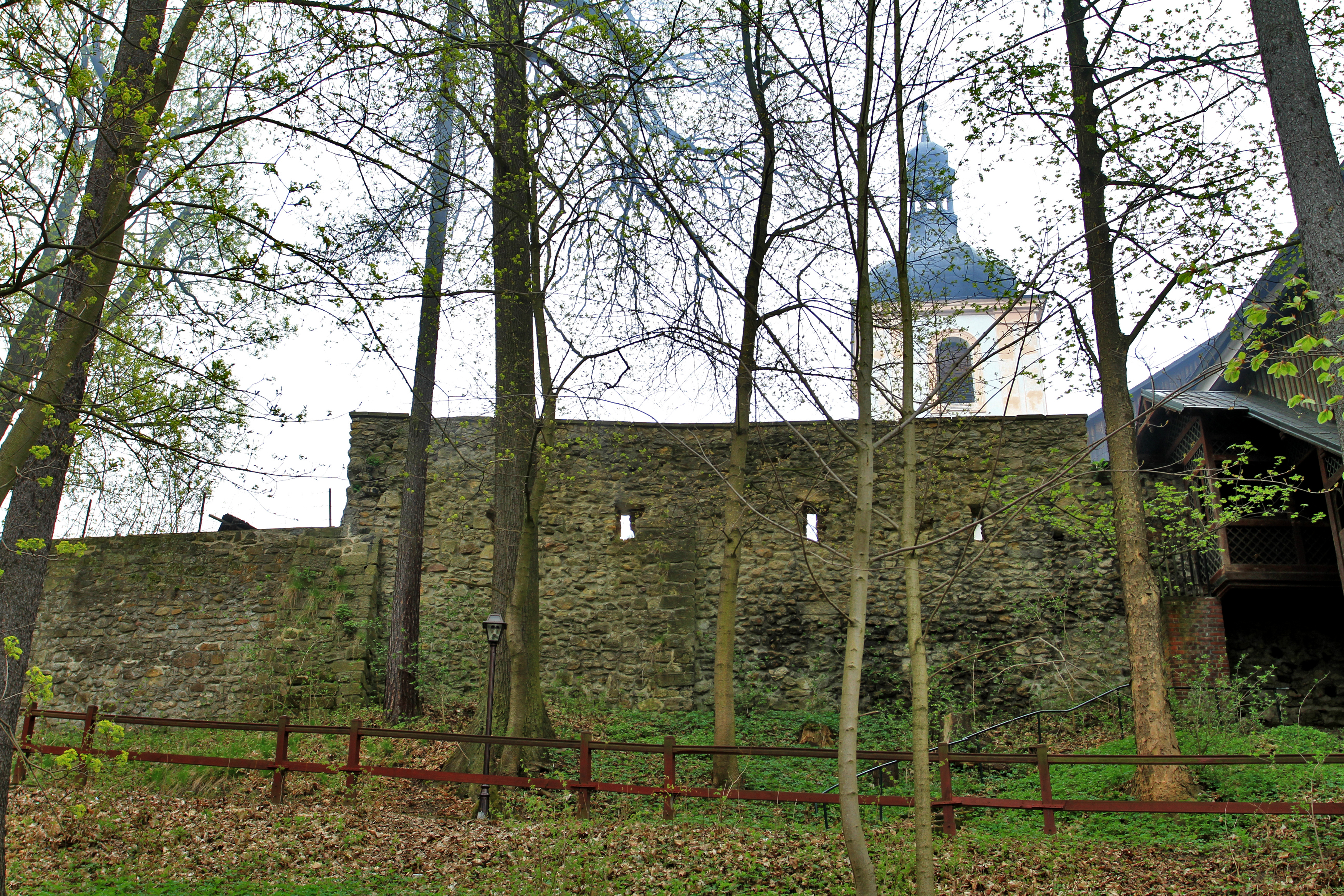
Hradby poblíž kostela Seslání Ducha svatého

Po zničujících požárech, které v dalších stoletích několikrát proměnily Český Dub ve spáleniště, následovala vždy nová výstavba města.  Nejpozději od 18. století byly domy přistavovány i k hradbám, což proměnilo vzhled městského opevnění. Od roku 1782 bylo město v držení dolnorakouského náboženského fondu. Dne 1. května 1799 byla zahájena renovace městské zástavby, spojená s omezením používání dřeva pro stavbu domů. Toto datum je považováno za počátek klasicistní přestavby města. Hlavní etapa klasicistních úprav, během níž započala likvidace historických městských hradeb, proběhla ve 20. a 30. letech 19. století. V polovině 19. století byly zbourány i obě městské brány. Proměna městské zástavby v duchu pozdního klasicismu či historizujících úprav byla dokonána po dalších dvou velkých požárech v letech 1858 a 1866, během kterých vyhořel zámek a bylo poničena centrální část města.

## Popis
Hradby byly vybudovány po obvodu ostrožny, na níž vzniklo město. Na západě je tato ostrožna ohraničena tokem Ještědky směřující od severu k jihu a obtékající městské jádro v místech, kde stával starý zámek a johanitská komenda. Hrany ostrožny jsou patrné i na jižním a východním okraji městské památkové zóny, obráceném k předměstí Dolánky. Torzo původních gotických hradeb se dochovalo jen místy, například poblíž kostela Seslání Ducha svatého na západním okraji městského jádra.
Nejvýraznějším pozůstatkem opevnění z 15. století je městská hláska. Tato hranolovitá věž je vybudovaná stejně jako jiné části gotických hradeb v Českém Dubu z opuky a pískovce. Od 16. do 18. století hláska sloužila jako městská šatlava a také jako mučírna. K hlásce byl původně přistavěn dřevěný domek strážného, který byl zbourán na začátku 20. století. Starobylá hláska, nacházející se východně od náměstí Bedřicha Smetany na rohu ulic Komenského a U školy, prošla v letech 1904–1905 romantizujícími stavebními úpravami. V  roce 1905 pak byla  spojena průjezdem v historizujícím novogotickém stylu se secesní vilou, zvanou Helenin zámeček nebo německy Helenhof, kterou si poblíž hlásky nechala postavit dcera významného českodubského podnikatele a továrníka Franze Schmitta Helene von Schmitt.